# Rothmannia talbotii
Rothmannia talbotii là một loài thực vật có hoa trong họ Thiến thảo. Loài này được (Wernham) Keay miêu tả khoa học đầu tiên năm 1958.